# Pieczyska (województwo kujawsko-pomorskie)
Pieczyska – osada w Polsce, położona w województwie kujawsko-pomorskim, w powiecie inowrocławskim, w gminie Dąbrowa Biskupia.

## Podział administracyjny
W latach 1975–1998 miejscowość położona była w województwie bydgoskim.

## Demografia
Według Narodowego Spisu Powszechnego (III 2011 r.) osada liczyła 33 mieszkańców. Jest 25. co do wielkości miejscowością gminy Dąbrowa Biskupia.